# Ivan Markešić
Ivan Markešić (Proslap, 22. veljače 1954. – 6. ožujka 2024.) hrvatski sociolog, filozof, prevoditelj i član Akademije znanosti i umjetnosti Bosne i Hercegovine.

## Životopis
Ivan Markešić rodio se u Proslapu, a osnovnu školu pohađao je u Orašcu i Šćitu, a u Visokom završava franjevačku klasičnu gimnaziju. Na Fakultetu političkih znanosti u Sarajevu 1978. godine diplomira sociologiju, dok 1984. na Filozofskom fakultetu diplomira njemački jezik. Najprije radi kao prevoditelj za Tvornicu pogonsko-kočnih dijelova u Prozoru, zatim na Institutu za društvena istraživanja u Sarajevu, a 1992. godine odlazi u Zagreb gdje na Filozofskom fakultetu upisuje poslijediplomski studij iz područja sociologije religije što i doktorira 1997. godine. U Zagrebu se zapošljava u Hrvatskom informacijskom centru te kao suradnik u Leksikografskom zavodu Miroslav Krleža, od 2005. godine zaposlenik je na Institutu društvenih znanosti Ivo Pilar, bio je dugogodišnji suradnik i predavač na Fakultetu hrvatskih studija u Zagrebu. U prosincu 2018. godine izabran je za domaćeg člana Akademije znanosti i umjetnosti Bosne i Hercegovine.

## Izabrana literatura
- Luhmann o religiji, Zagreb: Hrvatsko filozofsko društvo, 2001.
- Leksikon članova Udruge đaka Franjevačke klasične gimnazije Visoko, Zagreb: Udruga đaka Franjevačke kalsične gimnazije Visoko-Zagreb, 2008.
- Hrvatska i Bosna i Hercegovina na Križu života, Zagreb - Sarajevo: Synopsis, 2012